# Frédéric Kanouté
Frédéric Oumar Kanouté (* 2. September 1977 in Sainte-Foy-lès-Lyon, nahe Lyon) ist ein ehemaliger französisch-malischer Fußballspieler. Er wurde im Angriff zumeist als Mittelstürmer eingesetzt und verbrachte nach fünf Jahren in der Premier League den Großteil seiner Karriere beim FC Sevilla, mit dem er zweimal spanischer Pokalsieger wurde und zweimal in Folge den UEFA-Pokal gewann.

## Karriere

### Verein
Im Alter von fünf Jahren trat Kanouté seinem ersten Verein bei, Charcot war ein kleiner Verein aus seinem Heimatort. 1988 wurde er auf einem Turnier von Olympique Lyon entdeckt, die Kanouté zunächst in ihre Jugendabteilung und mit 15 Jahren in die Jugendakademie aufnahmen. 1997 rückte Kanouté in die erste Mannschaft auf. Durch die Abgänge der Stürmer Florian Maurice und Franck Gava wurde Kanouté gleich zu Beginn zum Stammspieler bei OL. Durch eine Verletzung in der Saison 1998/1999 kam Kanouté zu deutlich weniger Einsätzen und mit der Verpflichtung der beiden Stürmer Sonny Anderson und Tony Vairelles in der folgenden Saison verlor Kanouté seinen Stammplatz im Team.
Im März 2000 wurde Kanouté daher zunächst für drei Monate an West Ham United verliehen, die nach Ablauf dieser Zeit eine Kaufoption wahrnahmen und ihn für 5.625.000 Euro verpflichteten. Bis 2003 blieb er beim Verein aus dem Osten Londons und spielte 84-mal in der Liga (29 Tore), bevor er im Tausch mit Matthew Etherington und für zusätzliche 3.500.000 Pfund zum Rivalen Tottenham Hotspur aus dem Londoner Norden wechselte. Insgesamt spielte er 60 Ligapartien für den Klub von der White Hart Lane und erzielte dabei 14 Tore.
Für 6.500.000 Euro wechselte er zur Saison 2005/2006 zum FC Sevilla. Dort kam er in seiner ersten Saison zu 30 Ligaeinsätzen und erzielte sechs Treffer. Im UEFA-Pokal 2005/06, den er mit dem Verein gewann, erzielte er dieselbe Anzahl an Toren in elf Spielen. Im Finale sorgte er als Einwechselspieler in der 89. Minute für den 4:0-Endstand. Am 16. Mai 2007 stand er wiederum mit dem FC Sevilla im UEFA-Cup Finale. Er erzielte in der 105. Minute das 2:1 für Sevilla, das am Ende sehr wichtig war, da Jonatas in der 115. Minute den 2:2-Ausgleichstreffer erzielte und es Elfmeterschießen gab. Kanoute schoss den ersten Elfmeter für Sevilla und verwandelte. Das Elfmeterschießen endete mit einem 3:1 für Sevilla. Damit verteidigte Kanoute mit dem FC Sevilla erstmals seit 21 Jahren wieder den UEFA-Cup (damals Real Madrid) und trug sich damit in die Geschichtsbücher ein. Er erzielte in der UEFA-Cup Saison 2006/07 vier Tore in zehn Spielen. In der Liga traf er in derselben Saison 21 Mal. Vom afrikanischen Fußballverband wurde er zu Afrikas Fußballer des Jahres 2007 gewählt.
Zur Saison 2012/13 wechselte der inzwischen 34-jährige Kanouté für anderthalb Jahre zu Beijing Guoan in die Chinese Super League. Danach beendete er seine Fußballkarriere.

### Nationalmannschaft
Kanouté, der sowohl die französische als auch die malische Staatsbürgerschaft besitzt, entschied sich Anfang 2004 für die malische Nationalmannschaft. Bei der Afrikameisterschaft 2004 erreichte er mit Mali den vierten Platz und wurde zugleich mit fünf Treffern einer der Torschützenkönige.

### Titel und Erfolge
- UEFA-Pokal-Sieger: 2005/06, 2006/07
- UEFA-Super-Cup-Sieger: 2006
- Spanischer Pokalsieger: 2006/07, 2009/10
- Spanischer Supercupsieger: 2007

## Privat
Frédéric Kanouté ist seit seinem 20. Lebensjahr ein praktizierender Muslim. Im November 2007 hat der Stürmerstar durch eine großzügige Spende eine Moschee in der andalusischen Metropole vor der Schließung bewahrt. Nach einem Bericht der Zeitung ABC hat der aus Mali stammende Angreifer 510.860 Euro zur Verfügung gestellt, damit die Muslime weiterhin ihr Gotteshaus haben.
Kanoute weigerte sich in der Saison 2006/2007 mit einem Trikot zu spielen, das Werbung eines Sportwettenanbieter aufgedruckt hatte. Als Grund gab er an, dass seine Religion, der Islam, Glücksspiele verbiete und er daher aus religiösen Gründen nicht für Glücksspiel werben möchte. Die Werbung auf dem Trikot des Stürmers wurde in Absprache mit dem Verein und dem Sponsor überklebt.
Kanoute ist mit Fatima verheiratet und hat mit ihr zwei Kinder, Ibrahim und Iman. 2006 eröffnete Kanoute in seiner Heimat Mali ein Dorf für Waisenkinder. Auch nahm er an Spielen für Kinder in Afrika teil.
Im Januar 2009 sorgte er für Aufsehen, als er, nachdem er ein Tor in einem Pokalspiel erzielt hatte, sein Trikot auszog und ein T-Shirt mit der Aufschrift „Palestina“ vorzeigte. Dies sollte ein Protest gegen die israelischen Luftangriffe im Nahostkonflikt sein.